# Hikaru Matsui
Hikaru Matsui (japanisch 松井 熙 Matsui Hikaru; * 2. Dezember 1998 in Hokkaidō) ist ein japanischer Fußballspieler.

## Karriere
Hikaru Matsui erlernte das Fußballspielen in der Universitätsmannschaft der Chūkyō-Universität. Im Sommer 2019 ging er nach Europa, wo er in Österreich einen Vertrag beim Drittligisten SC Schwaz unterschrieb. Für den Verein aus Schwaz in Tirol bestritt er 17 Ligaspiele. Hierbei erzielte er vier Treffer. Nach einer Spielzeit zog es ihn im August 2020 nach Montenegro. Hier nahm ihn der Erstligist FK Rudar Pljevlja aus Pljevlja unter Vertrag. Nach einer Spielzeit, in der er 30 Ligaspiele bestritt, wurde sein Vertrag im Sommer 2021 nicht verlängert. Von Juli 2021 bis Ende Januar 2022 war er vertrags- und vereinslos. Am 25. Januar 2022 wurde er von seinen ehemaligen Verein FK Rudar Pljevlja bis Saisonende unter Vertrag genommen. Jagiellonia Białystok, ein Erstligist aus Polen, verpflichtete ihn im Juli 2022. In der ersten Mannschaft kam er nicht zum Einsatz. Matusi spielte in der zweiten Mannschaft, die in der dritten Liga antrat. Für die zweite Mannschaft bestritt er 29 Drittligaspiele. Im Februar 2024 wechselte er nach Serbien, wo ihn der Zweitligist FK Kolubara aus Lazarevac für den Rest der Saison unter Vertrag nahm. Im Sommer 2024 kehrte er nach Asien zurück. In Thailand unterschrieb er einen Vertrag beim Erstligisten Sukhothai FC. Nach einer Spielzeit, in der er für den Verein aus Sukhothai zwanzig Ligaspiele bestritt, wurde sein Vertrag im Sommer 2025 nicht verlängert.